# Ягодзиньский, Генрик Мечислав
Генрик Мечислав Ягодзиньский (пол. Henryk Mieczysław Jagodziński; род. 1 января 1969, Малогощ, ПНР) — польский прелат и ватиканский дипломат. Титулярный архиепископ Лимосано с 3 мая 2020. Апостольский нунций в Гане с 3 мая 2020 по 16 апреля 2024. Апостольский нунций в Южно-Африканской Республике и Лесото с 16 апреля 2024. Апостольский нунций в Намибии и Эсватини с 19 июля 2024. Апостольский нунций в Ботсване с 20 августа 2024.